# نمر ملطخ سومطري
النمر الملطخ السومطري (الاسم العلمي: Neofelis diardi diardi) هو نويع من نمر سوندا الملطخ وموئله الأصلي جزر: سومطرة وباتو الإندونيسية. وهو يختلف في الخصائص الجزيئية وشكل وتكرار البقع، وكذلك في شكل الجمجمة والفك السفلي والأسنان عن نمر بورنيو الملطخ. اُعْتُبِرَ نويعاً صالحاً سنة 2017.